# WTA Challenger Newport Beach
Das WTA Challenger Newport Beach (offiziell: Oracle Challenger Series – Newport Beach) ist ein Tennisturnier der WTA Challenger Series, das in der US-amerikanischen Stadt Newport Beach ausgetragen wird.

## Siegerliste

### Einzel
| Jahr | Siegerin         | Finalgegnerin   | Ergebnis      |
| ---- | ---------------- | --------------- | ------------- |
| 2018 | Danielle Collins | Sofja Schuk     | 2:6, 6:4, 6:3 |
| 2019 | Bianca Andreescu | Jessica Pegula  | 0:6, 6:4, 6:2 |
| 2020 | Madison Brengle  | Stefanie Vögele | 6:1, 3:6, 6:2 |

### Doppel
| Jahr | Siegerinnen                     | Finalgegnerinnen                 | Ergebnis          |
| ---- | ------------------------------- | -------------------------------- | ----------------- |
| 2018 | Misaki Doi Jil Teichmann        | Jamie Loeb Rebecca Peterson      | 7:64, 1:6, [10:8] |
| 2019 | Hayley Carter (1) Ena Shibahara | Taylor Townsend Yanina Wickmayer | 6:3, 7:61         |
| 2020 | Hayley Carter (2) Luisa Stefani | Marie Benoît Jessika Ponchet     | 6:1, 6:3          |